# Associatie van brem en eenstijlige meidoorn
De associatie van brem en eenstijlige meidoorn (Crataego-Cytisetum scoparii) is een associatie uit het brem-verbond (Ulici europaei-Sarothamnion).

## Naamgeving en codering
| Crataego monogynae-Cytisetum scoparii Haveman, De Ronde & Scham. 2017 |

- Syntaxoncode voor Nederland (rVvN): r37Ab02
- BWK-karteringscode: rbbsg

De wetenschappelijke naam Crataego-Cytisetum scoparii is afgeleid van de botanische namen van respectievelijk eenstijlige meidoorn (Crataegus monogyna) en gewone brem (Cytisus scoparius).

## Fysiognomie
De associatie van brem en eenstijlige meidoorn is een retamoïdenstruweel dat wordt gedomineerd door gewone brem, waarbij frequent soorten uit de klasse van doornstruwelen optreden, waaronder vooral eenstijlige meidoorn. De vegetatie kan zowel uitgesproken vlakdekkend als uitgesproken lintvormig optreden.

## Ecologie
De associatie van brem en eenstijlige meidoorn is een struweel met een pionierend karakter. Het komt voor op mesotrofe, droge, humusarme, ietwat gebufferde leem-, löss- en zandgronden. De vegetatie kan grote oppervlakken koloniseren in zand- en leemgroeven. Ook wordt het aangetroffen in de binnenduinrand en in bermen van nieuwe wegen.

## Vegetatiezonering
In de vegetatiezonering staat de associatie van brem en eenstijlige meidoorn veelal in contact met graslanden van de klasse van droge graslanden op zandgrond, de glanshaver-orde en de klasse van heischrale graslanden.